# Габрско
Габрско (словен. Gabrsko) је насељено место у општини Трбовље, Засавска регија, Словенија.

## Историја
До територијалне реорганизације у Словенији било је у саставу старе општине Трбовље.

## Становништво
У попису становништва из 2011. године, Габрско је имало 359 становника.
| Број становника према пописима | Број становника према пописима | Број становника према пописима |
| ------------------------------ | ------------------------------ | ------------------------------ |
| 1991                           | 2002                           | 2011                           |
| 375                            | 375                            | 359                            |

Напомена: Године 2008. извршена је мања размена територије између насеља Габрско и Кнездол.